# Essen-Horst (przystanek kolejowy)
Essen-Horst – przystanek kolejowy w Essen, w kraju związkowym Nadrenia Północna-Westfalia, w Niemczech. Znajdują się tu 2 perony.